# CE Bischwiller
CE Bischwiller, pełna nazwa Cercle d′Echecs de Bischwiller – francuski klub szachowy z siedzibą w Bischwiller, pięciokrotny mistrz kraju.

## Historia
Klub został założony w 1981 roku przez Rolanda Reeba. W 2002 roku klub awansował do Nationale I. W 2003 roku zespół zajął pierwsze miejsce w grupie spadkowej najwyższej ligi krajowej. W 2008 roku klub spadł do drugiej ligi, jednak powrócił do Top 16 rok później. W 2010 roku klub nie przystąpił do rozgrywek Top 16, wskutek czego wszystkie mecze zostały oddane walkowerem. W kolejnym roku Bischwiller ponownie awansował do najwyższej klasy rozgrywkowej. W 2013 roku zespół zajął trzecie miejsce w mistrzostwach Francji. Rok później klub zdobył wicemistrzostwo, ulegając jedynie Clichy-Echecs 92. W sezonie 2015 klub zdobył pierwsze mistrzostwo kraju w swojej historii. Skład drużyny stanowili wówczas Anisz Giri, Arkadij Naiditsch, Étienne Bacrot, Markus Ragger, Philipp Schlosser, Romain Édouard, Jean-Pierre Le Roux, Cyril Marcelin, Jean Netzer i Nino Maisuradze. W latach 2016–2017 klub zdobywał wicemistrzostwo kraju. W latach 2018–2022 czterokrotnie z rzędu CE Bischwiller zdobył tytuł mistrzowski. W latach 2023–2024 uzyskano wicemistrzostwo.

## Arcymistrzowie w historii klubu
- Karen Asrian[14]
- Étienne Bacrot[10]
- Bilel Bellahcene[15]
- Rainer Buhmann[16]
- Jean-Luc Chabanon[17]
- Iwan Czeparinow[15]
- Romain Édouard[18]
- Laurent Fressinet[19]
- Siergiej Gałdunc[20]
- Anisz Giri[10]
- Zoltán Gyimesi[21]
- Michaił Iwanow[22]
- Aleksandr Karpaczew[22]
- Anthony Kosten[21]
- Jean-Pierre Le Roux[23]
- Cyril Marcelin[21]
- Sébastien Mazé[24]
- Arkadij Naiditsch[10]
- Yannick Pelletier[25]
- József Pintér[14]
- Markus Ragger[21]
- Maxim Rodshtein[25]
- Gabriel Sarksjan[16]
- Philipp Schlosser[14]
- Marie Sebag[19]
- Roman Slobodjan[22]
- / Nikita Witiugow[26]
- Andrij Wołokitin[23]